# Nghĩa trang quân đội Powązki
Nghĩa trang quân đội Powązki (phát âm tiếng Ba Lan: [pɔˈvɔ̃skʲi]; tiếng Ba Lan: Cmentarz Wojskowy na Powązkach) là một nghĩa trang quân sự cũ nằm ở quận Żoliborz, phía tây Warsaw, Ba Lan. Nghĩa trang thường bị nhầm lẫn với Nghĩa trang Powązki cũ, thường được gọi là "Old Powązki". Nghĩa trang Old Powązki nằm ở phía đông nam của nghĩa trang quân đội.
Nghĩa trang quân đội là nơi đặt mộ của nhiều người đã chiến đấu và hy sinh cho đất nước của họ từ đầu thế kỷ 19, bao gồm một số lượng lớn tham gia Trận chiến Warsaw năm 1920, Chiến dịch tháng 9 năm 1939 và Cuộc nổi dậy Warsaw năm1944 chống lại Đức Quốc xã.
Nó được thành lập vào năm 1912 như một khu phụ của nghĩa trang Công giáo, nhưng sau khi Ba Lan giành lại độc lập vào năm 1918, nó đã trở thành nghĩa trang của nhà nước, nơi một số người đáng chú ý nhất của thời kỳ đã được chôn cất, bất kể đức tin của họ là gì.
Một phần lớn của nghĩa trang là những ngôi mộ của những người lính Ba Lan đã chết trong cuộc nổi dậy ở Warsaw. Hầu hết các ngôi mộ đã được khai quật từ năm 1945 đến 1953 từ đường phố Warsaw. Đôi khi, tên của những người lính vẫn chưa được biết và các ngôi mộ chỉ được đánh dấu bằng số nhận dạng của Hội Chữ thập đỏ Ba Lan. Cho đến đầu những năm 1950, anh em của nhiều binh sĩ đã tự mình tổ chức các cuộc khai quật mộ đồng nghiệp của họ, và có nhiều khu vực nơi các binh sĩ của các đơn vị cụ thể được chôn cất. Ngoài ra trong nghĩa trang còn có một số ngôi mộ tập thể của nạn nhân thường dân (hầu hết là mộ vô danh) của khủng bố Đức trong Thế chiến II, đặc biệt là trong cuộc nổi dậy Warsaw. Có những ngôi mộ tập thể của các tù nhân chính trị bị xử tử trong thời kỳ Stalin, nằm dưới mộ của các nhân vật Cộng sản. Phải có một sự thay đổi trong luật để cho phép các nhà nghiên cứu bắt đầu phục hồi những hài cốt này. Tính đến tháng 8 năm 2015, công việc đó đang được diễn ra.
Năm 1964, chính quyền cộng sản đã đổi tên nghĩa trang thành "Nghĩa trang thị xã". Tên truyền thống đã được khôi phục vào năm 1998. 

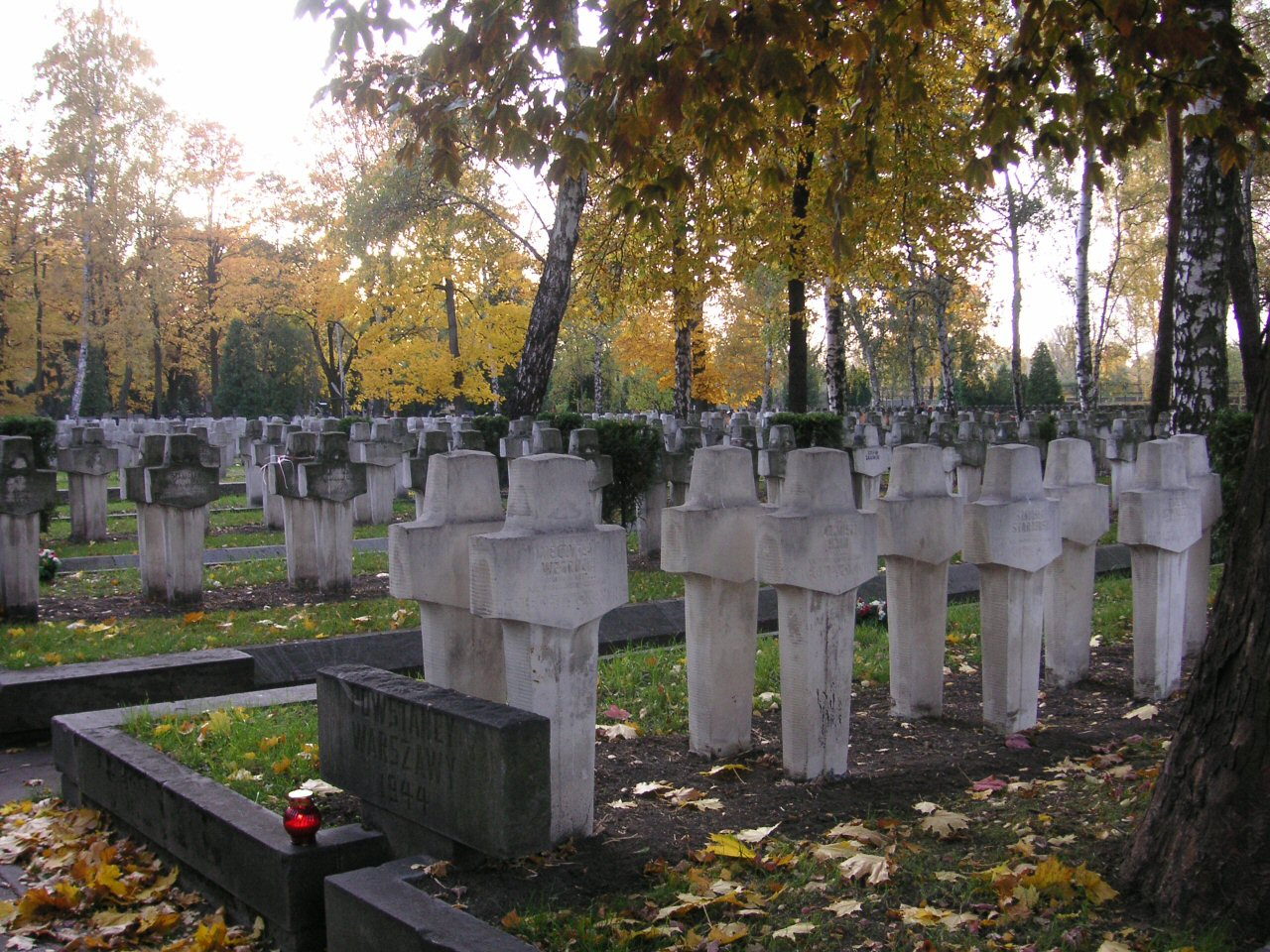
Những ngôi mộ của những người lính Ba Lan đã chết trong cuộc nổi dậy Warsaw năm 1944

## Hình ảnh

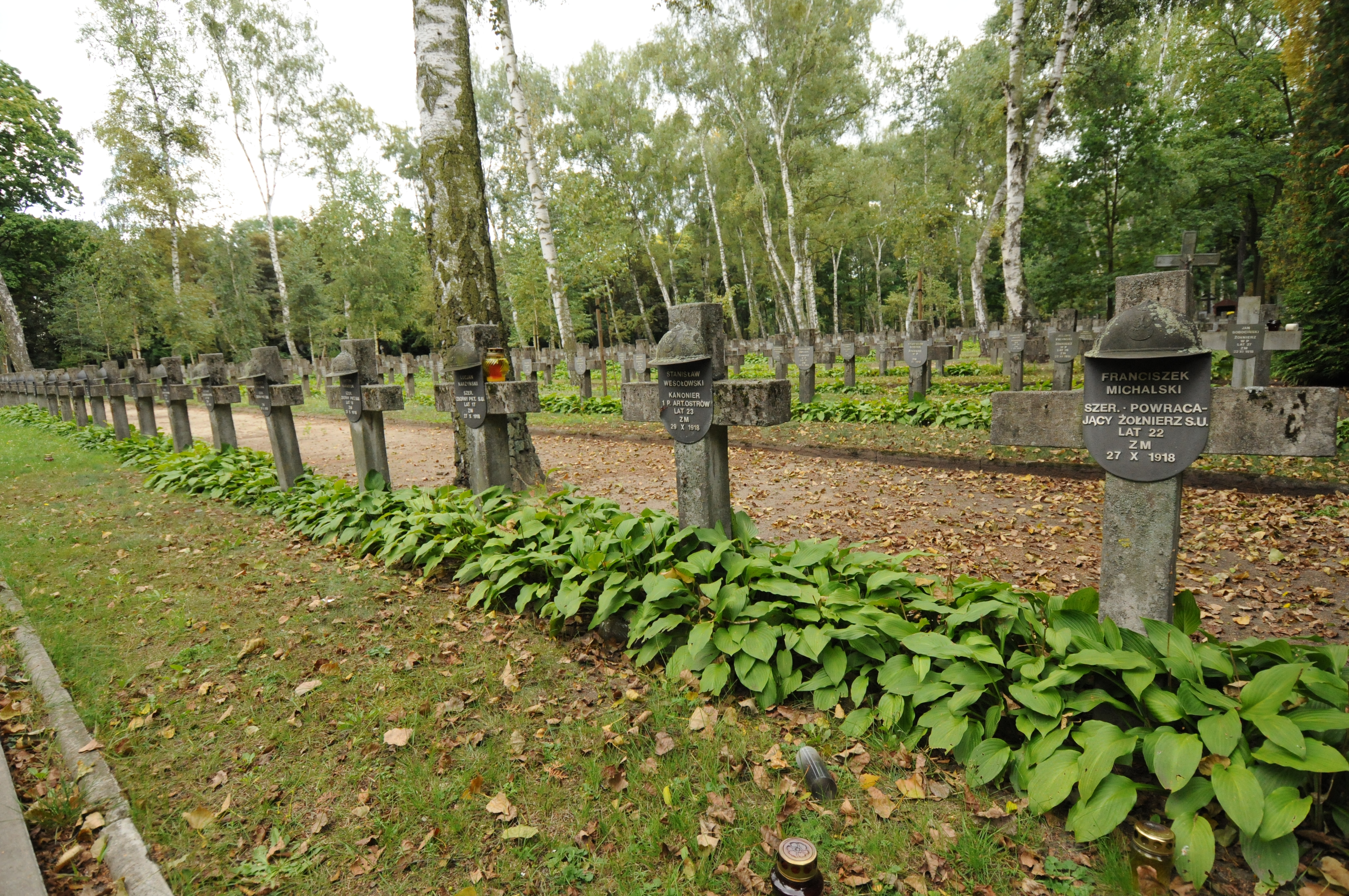
Những ngôi mộ từ Chiến tranh Ba Lan-Liên Xô
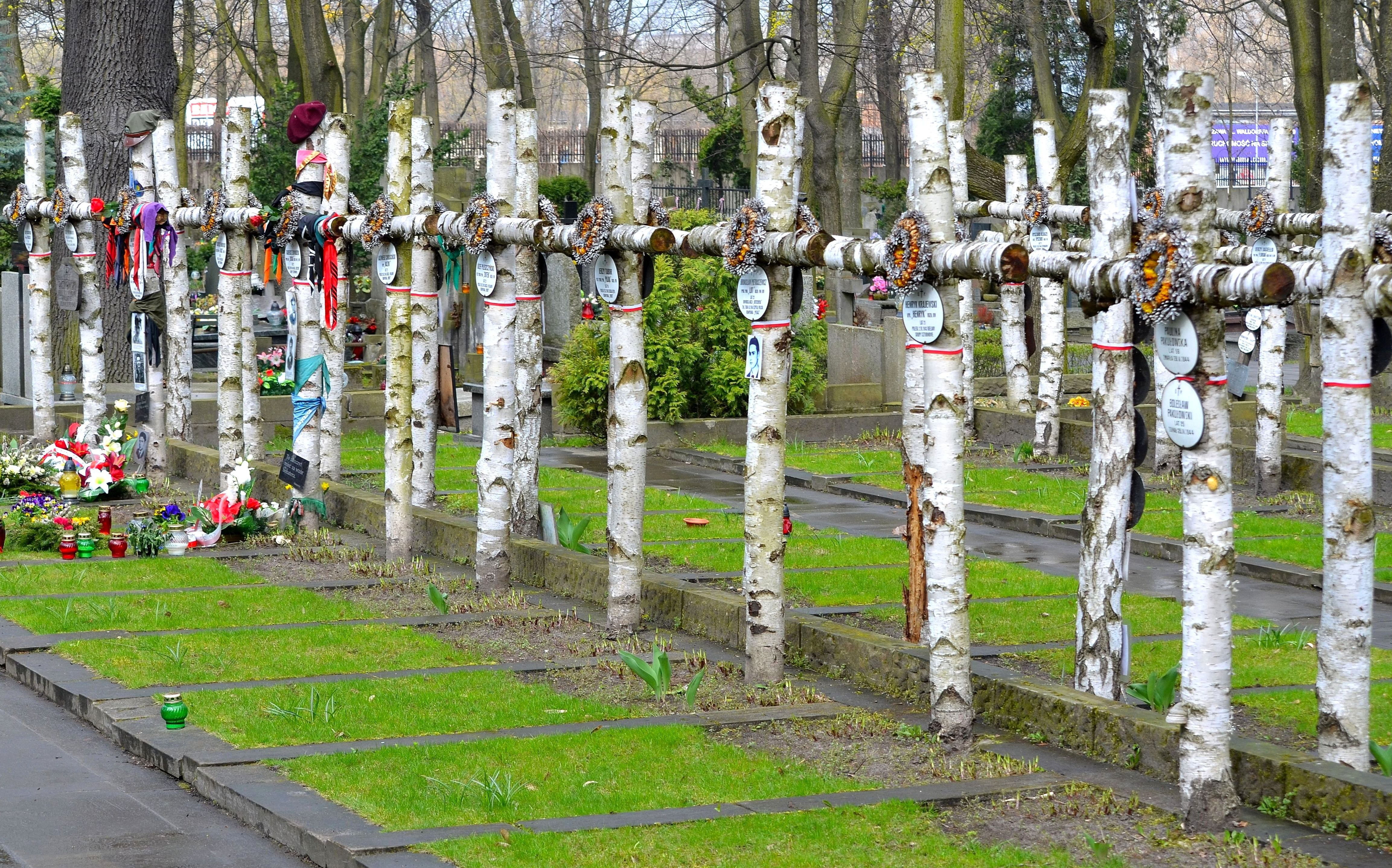
Mộ của những người hoạt động trpng Hiệp hội hướng đạo Ba Lan- Grey Ranks
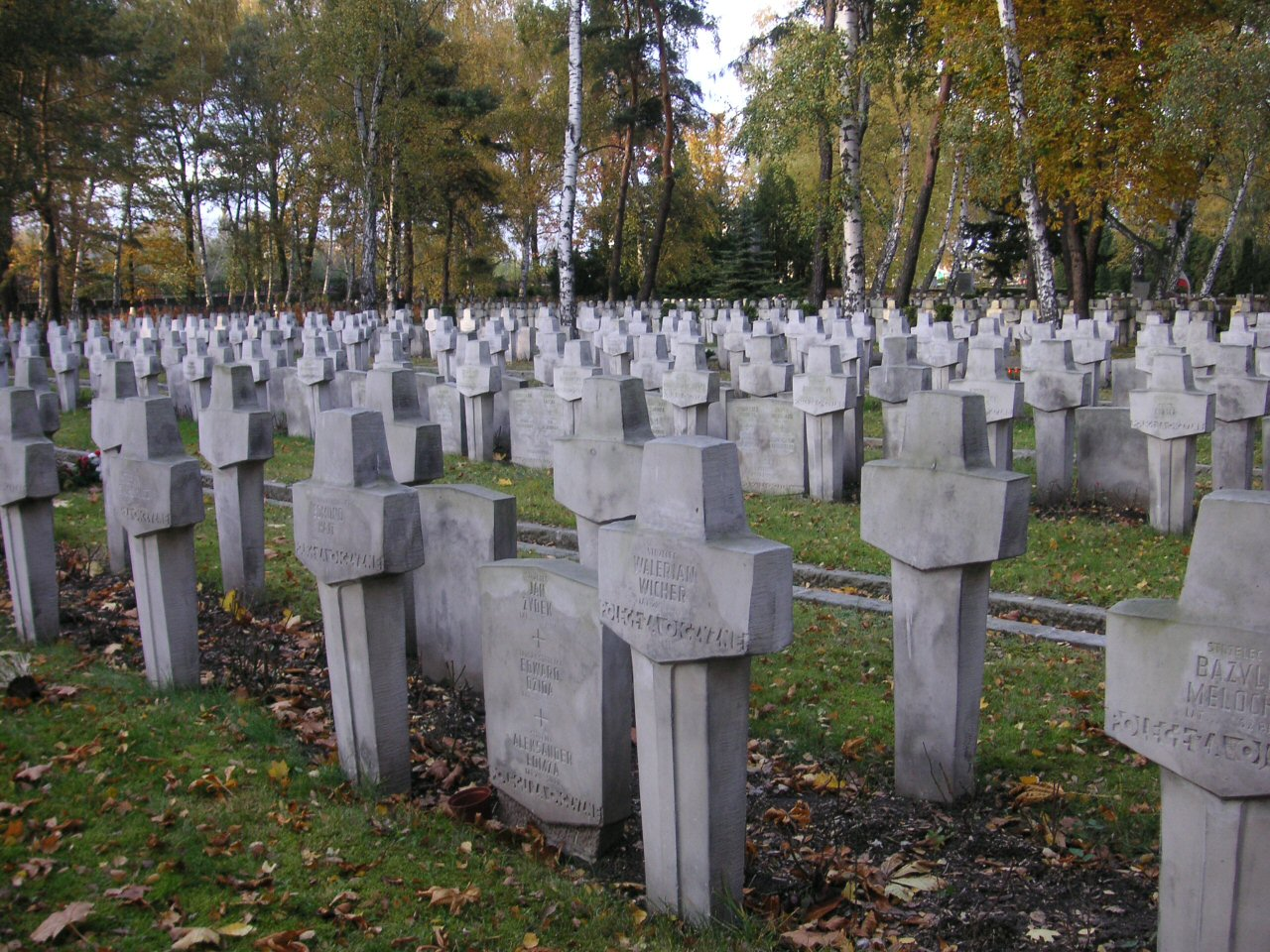
Những ngôi mộ của nạn nhân trong Thế chiến II
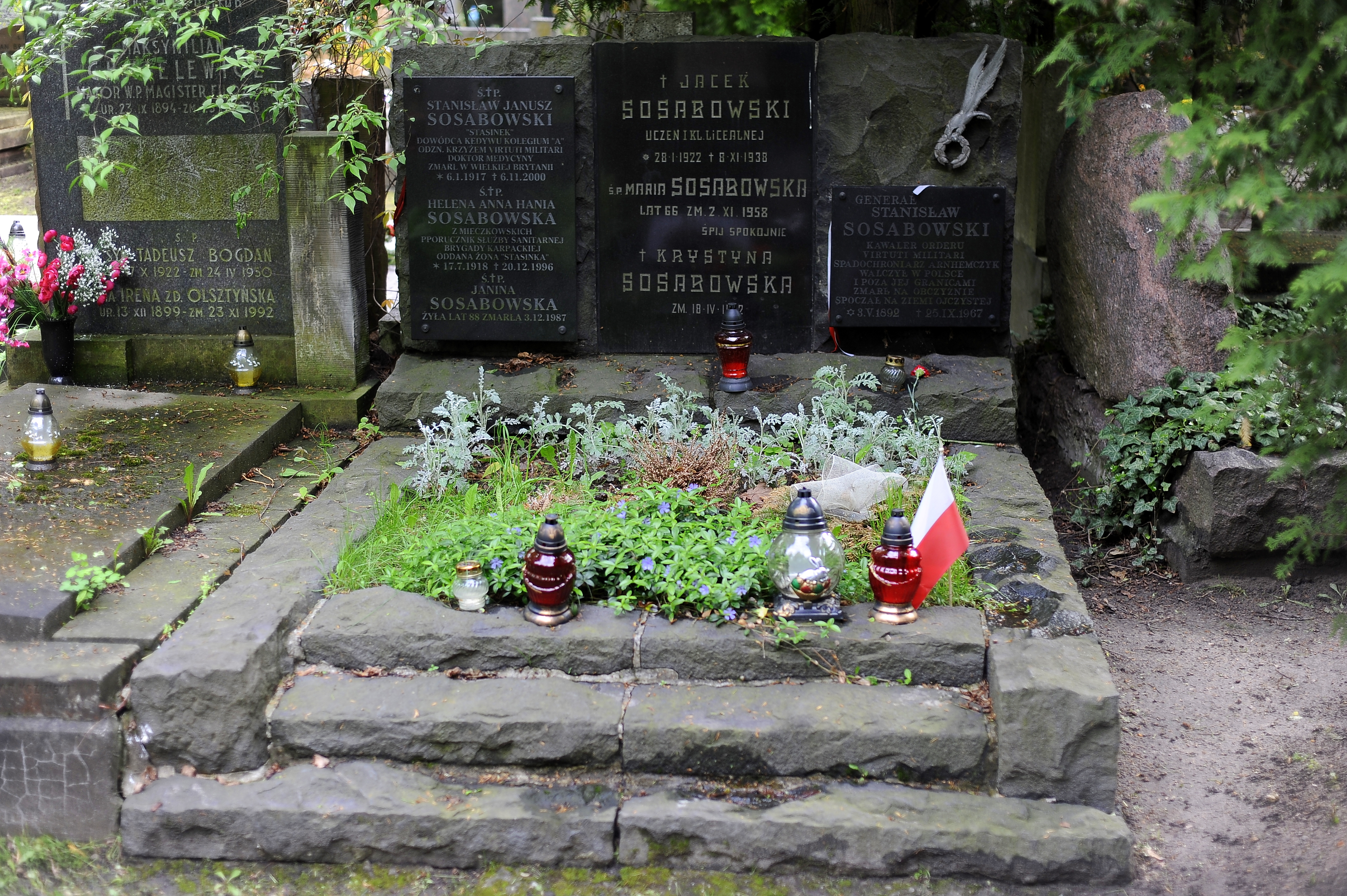
Mộ của Stanisław Sosabowski
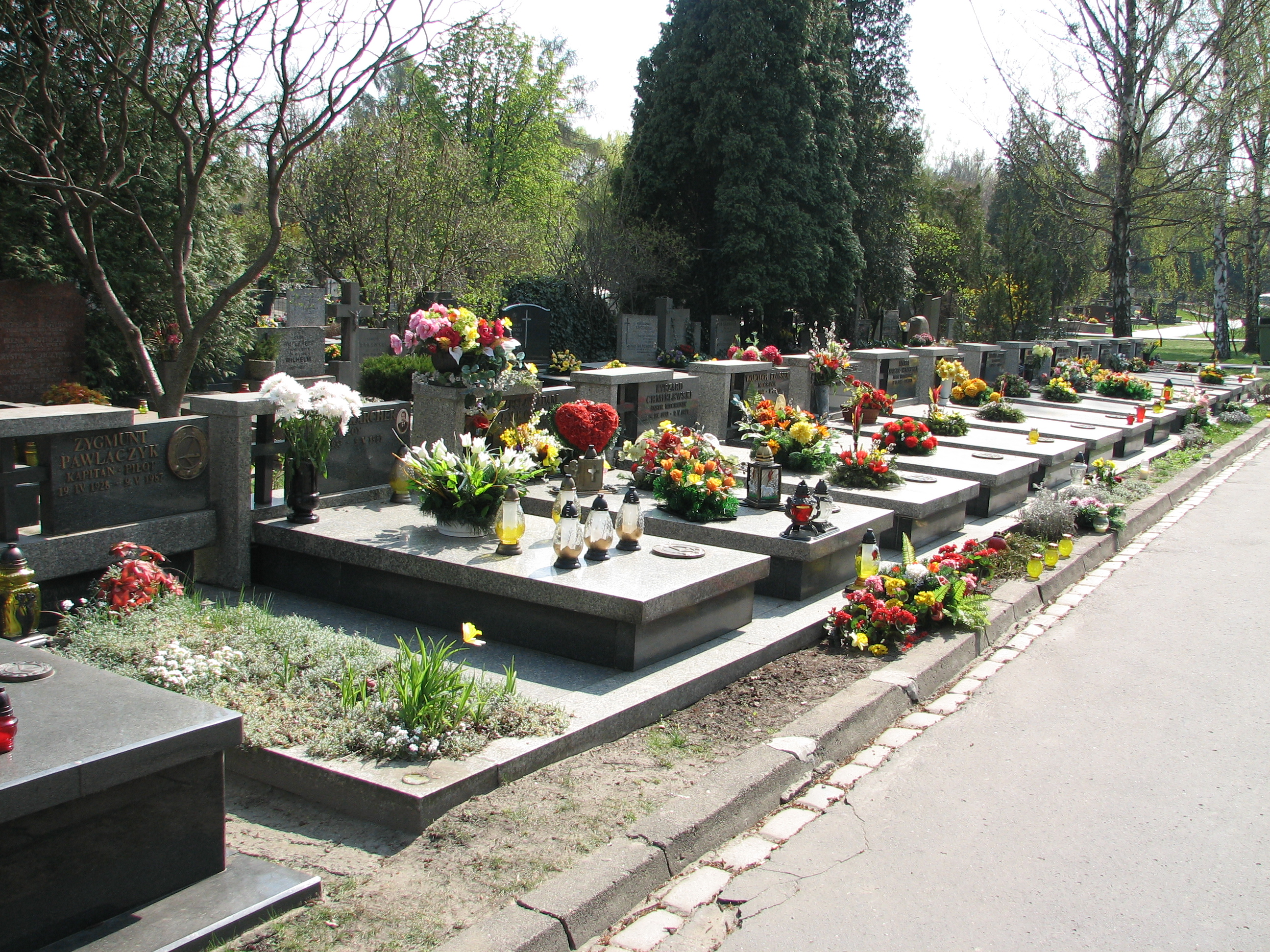
Mộ của các nạn nhân của chuyến bay 5055 của hãng hàng không Ba Lan
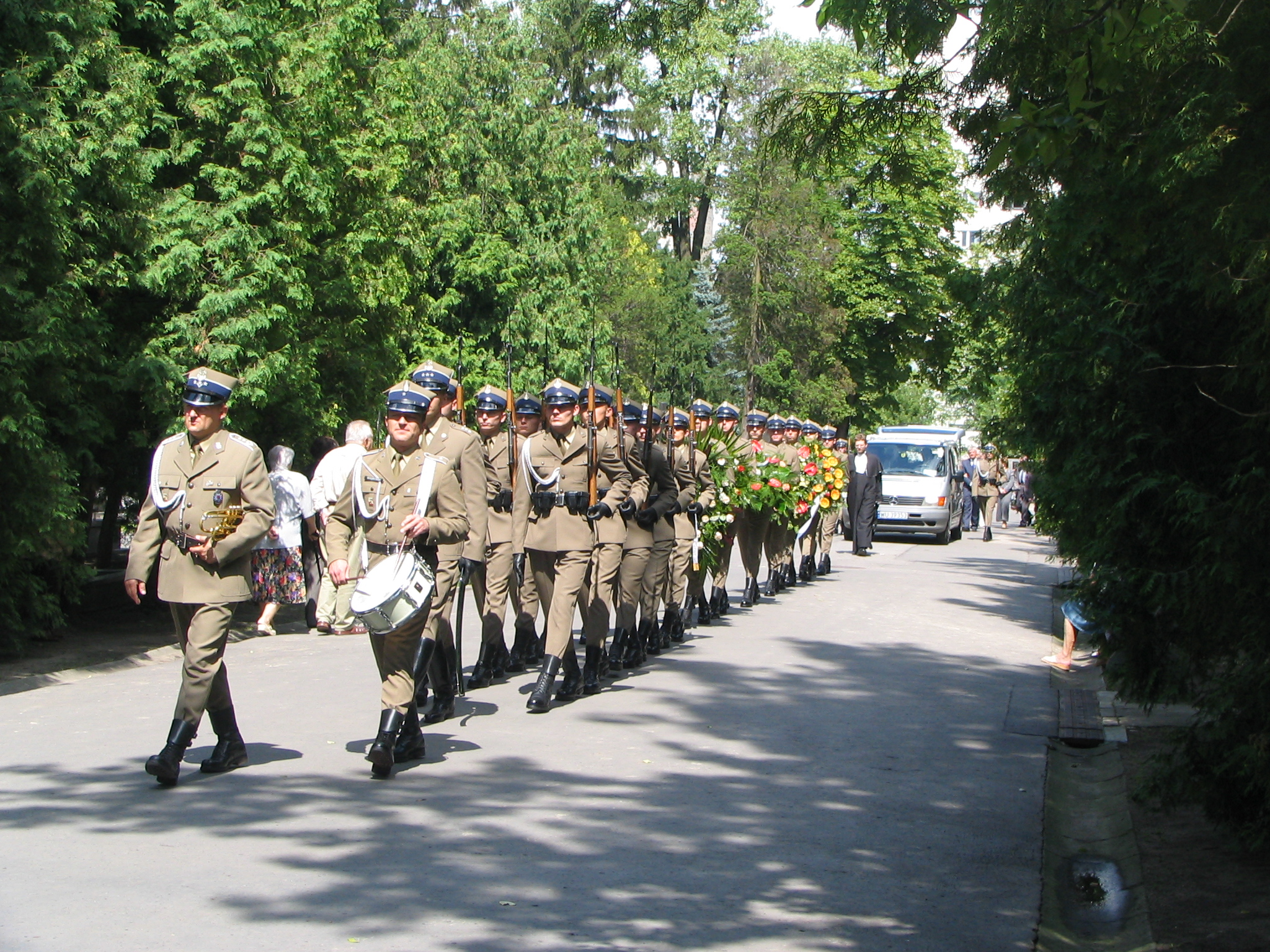
Lễ an táng tại nghĩa trang
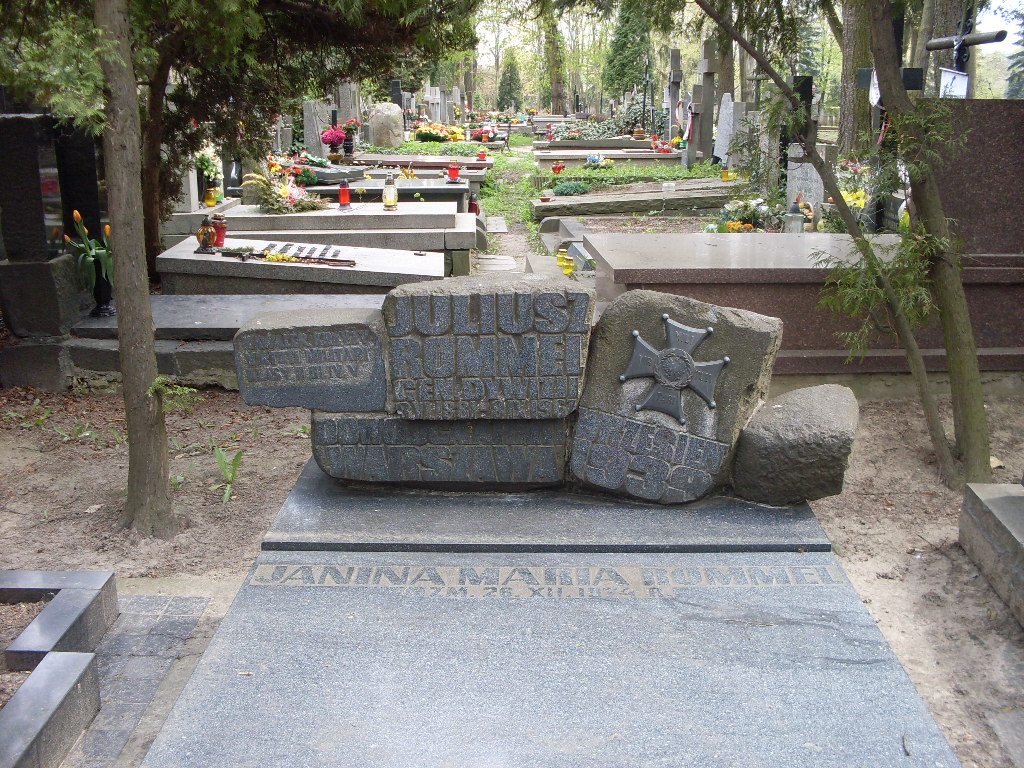
Mộ của Juliusz Rómmel
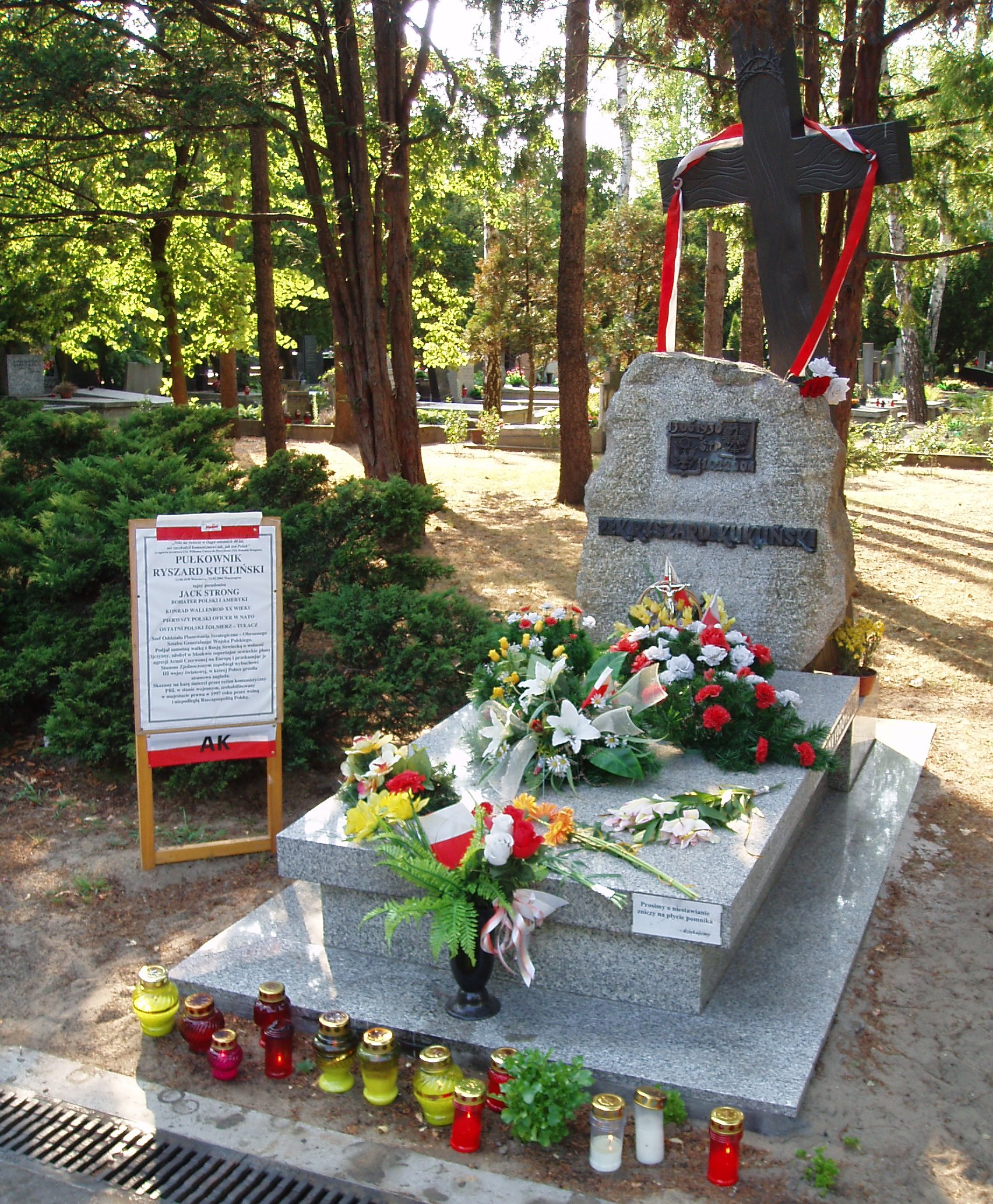
Mộ của Ryszard Kukliński
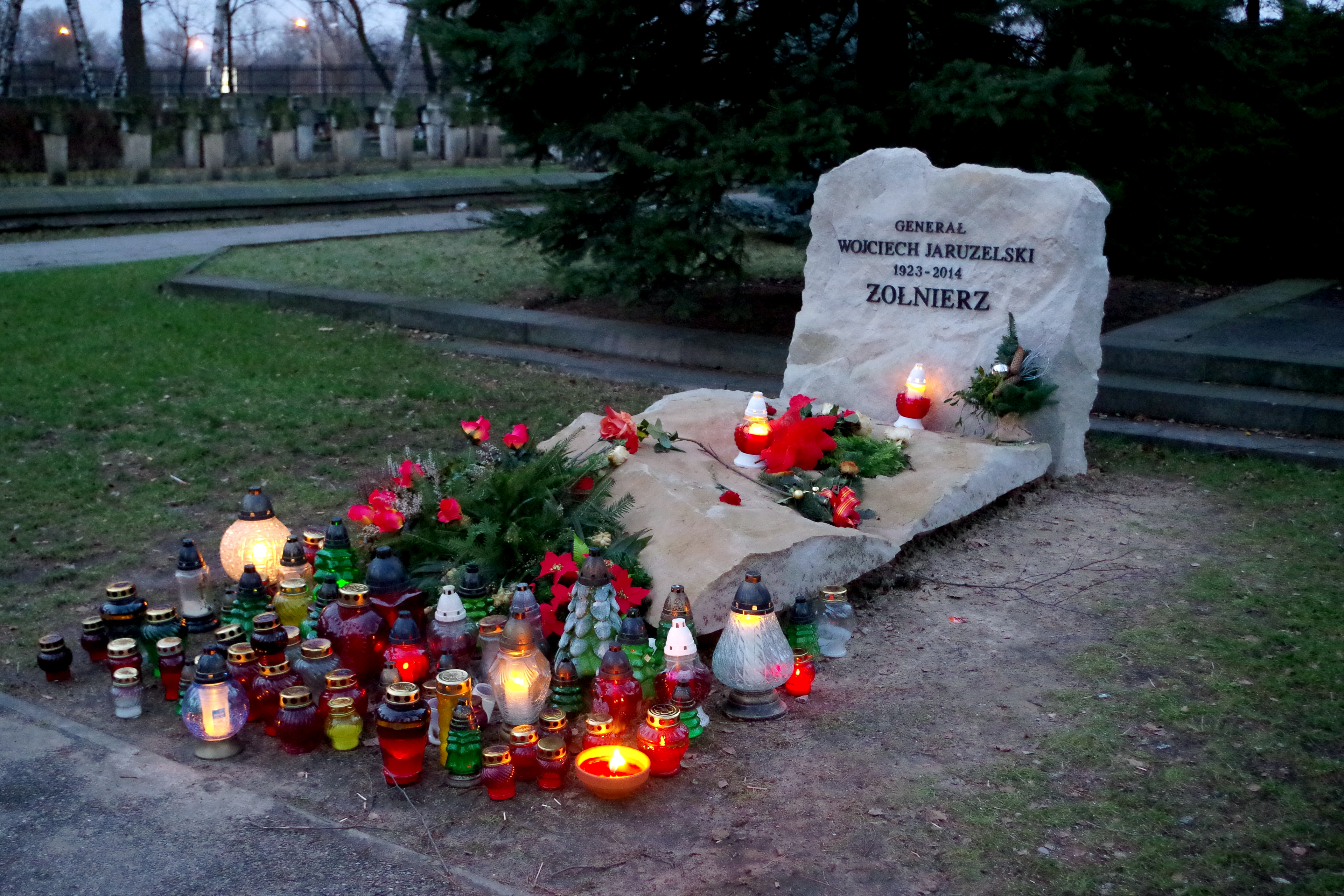
Mộ của Wojciech Jaruzelski
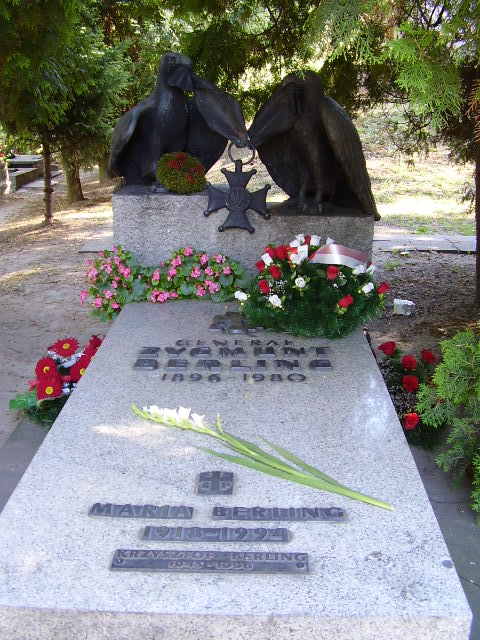
Mộ của Zygmunt Berling